# Senna galeottiana
Senna galeottiana là một loài thực vật có hoa trong họ Đậu. Loài này được (M.Martens) H.S.Irwin & Barneby miêu tả khoa học đầu tiên.